# Henrik Kjelsrud Johansen
Henrik Kjelsrud Johansen (Gjøvik, 22 marzo 1993) è un ex calciatore norvegese, di ruolo attaccante.

## Carriera

### Club
Il 30 agosto 2012 è stato ingaggiato a titolo definitivo dall'Haugesund, con cui ha firmato un accordo valido per i successivi tre anni e mezzo.
Il 20 gennaio 2014 si è trasferito all'Odd, a cui si è legato per le successive tre stagioni. Ha scelto di vestire la maglia numero 9.
Il 22 gennaio 2015 è passato al Fredrikstad con la formula del prestito.
Il 22 luglio 2016 è stato ingaggiato dal Vålerenga, per le successive tre stagioni.
Il 28 febbraio 2018 è stato reso noto il trasferimento di Kjelsrud Johansen al Brann, squadra a cui si è legato con un contratto triennale. Ha esordito in squadra il successivo 18 marzo, subentrando a Kristoffer Barmen nella vittoria per 2-0 sul Bodø/Glimt. Il 18 aprile ha trovato le prime reti, mettendo a segno una doppietta nel successo per 1-6 arrivato sul campo del Sandviken, sfida valida per il primo turno del Norgesmesterskapet.
Il 24 luglio 2019 è stato reso noto il suo ritorno al Fredrikstad, a cui si è legato fino al 31 dicembre 2021.
Il 24 febbraio 2021 ha prolungato il contratto che lo legava al club, fino al 31 dicembre 2024.

### Nazionale
Kjelsrud Johansen ha rappresentato la Norvegia a livello Under-18, Under-19, Under-20 e Under-21. Per quanto concerne quest'ultima selezione, ha esordito in data 6 febbraio 2013: è stato schierato titolare nella sconfitta per 2-0 patita in amichevole contro la Turchia.

## Statistiche

### Presenze e reti nei club
Statistiche aggiornate al 31 dicembre 2024.
| Stagione           | Club               | Campionato         | Campionato | Campionato | Coppe nazionali | Coppe nazionali | Coppe nazionali | Coppe continentali | Coppe continentali | Coppe continentali | Supercoppe | Supercoppe | Supercoppe | Totale | Totale |
| Stagione           | Club               | Comp               | Pres       | Reti       | Comp            | Pres            | Reti            | Comp               | Pres               | Reti               | Comp       | Pres       | Reti       | Pres   | Reti   |
| ------------------ | ------------------ | ------------------ | ---------- | ---------- | --------------- | --------------- | --------------- | ------------------ | ------------------ | ------------------ | ---------- | ---------- | ---------- | ------ | ------ |
| ago.-dic. 2012     | Haugesund          | ES                 | 9          | 1          | CN              | -               | -               | -                  | -                  | -                  | -          | -          | -          | 9      | 1      |
| 2013               | Haugesund          | ES                 | 14         | 0          | CN              | 5               | 4               | -                  | -                  | -                  | -          | -          | -          | 19     | 4      |
| Totale Haugesund   | Totale Haugesund   | Totale Haugesund   | 23         | 1          |                 | 5               | 4               |                    | -                  | -                  |            | -          | -          | 28     | 5      |
| 2014               | Odd                | ES                 | 8          | 0          | CN              | 3               | 2               | -                  | -                  | -                  | -          | -          | -          | 11     | 2      |
| 2015               | Fredrikstad        | 1D                 | 19         | 11         | CN              | 1               | 0               | -                  | -                  | -                  | -          | -          | -          | 20     | 11     |
| gen.-lug. 2016     | Odd                | ES                 | 10         | 0          | CN              | 4               | 5               | UEL                | 4                  | 0                  | -          | -          | -          | 18     | 5      |
| Totale Odd         | Totale Odd         | Totale Odd         | 18         | 0          |                 | 7               | 7               |                    | 4                  | 0                  |            | -          | -          | 29     | 7      |
| lug.-dic. 2016     | Vålerenga          | ES                 | 14         | 2          | CN              | 1               | 0               | -                  | -                  | -                  | -          | -          | -          | 15     | 2      |
| 2017               | Vålerenga          | ES                 | 22         | 3          | CN              | 5               | 2               | -                  | -                  | -                  | -          | -          | -          | 27     | 5      |
| Totale Vålerenga   | Totale Vålerenga   | Totale Vålerenga   | 36         | 5          |                 | 6               | 2               |                    | -                  | -                  |            | -          | -          | 42     | 7      |
| 2018               | Brann              | ES                 | 9          | 0          | CN              | 3               | 2               | UEL                | 0                  | 0                  | -          | -          | -          | 12     | 2      |
| gen.-ago. 2019     | Brann              | ES                 | 5          | 0          | CN              | 2               | 3               | UEL                | 0                  | 0                  | -          | -          | -          | 7      | 3      |
| Totale Brann       | Totale Brann       | Totale Brann       | 14         | 0          |                 | 5               | 5               |                    | 0                  | 0                  |            | -          | -          | 19     | 5      |
| ago.-dic. 2019     | Fredrikstad        | 2D                 | 12         | 12         | CN              | -               | -               | -                  | -                  | -                  | -          | -          | -          | 12     | 12     |
| 2020               | Fredrikstad        | 2D                 | 19         | 14         | -               | -               | -               | -                  | -                  | -                  | -          | -          | -          | 19     | 14     |
| 2021               | Fredrikstad        | 1D                 | 20+1       | 7+2        | CN              | 0               | 0               | -                  | -                  | -                  | -          | -          | -          | 21     | 9      |
| 2022               | Fredrikstad        | 1D                 | 4          | 1          | CN              | 0               | 0               | -                  | -                  | -                  | -          | -          | -          | 4      | 1      |
| 2023               | Fredrikstad        | 1D                 | 20         | 4          | CN              | 2               | 0               | -                  | -                  | -                  | -          | -          | -          | 22     | 4      |
| 2024               | Fredrikstad        | ES                 | 24         | 4          | CN              | 4               | 2               | -                  | -                  | -                  | -          | -          | -          | 28     | 6      |
| Totale Fredrikstad | Totale Fredrikstad | Totale Fredrikstad | 118+1      | 53+2       |                 | 7               | 2               |                    | -                  | -                  |            | -          | -          | 126    | 57     |
| Totale             | Totale             | Totale             | ?          | ?          |                 | ?               | ?               |                    | ?                  | ?                  |            | -          | -          | ?      | ?      |

## Palmarès

### Club

#### Competizioni nazionali
- 1. divisjon: 1

Fredrikstad: 2023
- Coppa di Norvegia: 1

Fredrikstad: 2024